# Consumul mondial de energie

Progresul actual al tranziției energetice la energia regenerabilă: Combustibilii fosili precum cărbunele, petrolul și gazele naturale rămân în continuare sursele primare de energie la nivel mondial, chiar dacă energiile regenerabile sunt în creștere

Consumul de energie primară pe sursă (la nivel mondial) din 1965 până în 2020

Consumul mondial de energie se referă la consumul⁠(d) global de resurse energetice⁠(d). Sistemul de aprovizionare globală cu energie constă în dezvoltarea energiei⁠(d), rafinare și comerțul cu energie. Sursele de energie pot exista sub diferite forme, cum ar fi „resurse brute” sau „rafinate” de energie. Exemple de resurse de energie brută sunt cărbunele, țițeiul, gazele naturale și uraniul. Prin comparație, exemple de forme rafinate de energie sunt petrolul rafinat, care devine combustibil, și electricitatea. Resursele energetice pot fi utilizate în diferite moduri, în funcție de tipul lor (de exemplu, cărbune) și de utilizarea finală prevăzută (industrială, rezidențială etc.). Producția și consumul de energie joacă un rol semnificativ în economia globală. Este necesar în industrie și în transporturi. Lanțul total de aprovizionare cu energie, de la producție până la consumul final, are multe activități, care provoacă pierderi de energie utilă.
În 2022 circa 80 % energia consumată provenea din combustibilii fosili. Statele Golfului și Rusia sunt mari exportatori de energie. Dintre clienții lor fac parte Uniunea Europeană și China, care nu produc suficientă energie în propriile țări pentru a-și satisface cererea. Consumul total de energie tinde să crească cu aproximativ 1–2 % pe an. Mai recent, energia regenerabilă a crescut rapid, în medie cu o creștere de aproximativ 20 % pe an în anii 2010.
Două probleme cheie privind producția și consumul de energie sunt emisiile de gaze cu efect de seră și poluarea mediului. În 2021, din aproximativ 50 de miliarde de tone de emisii totale anuale de gaze cu efect de seră la nivel mondial, 36 de miliarde de tone de dioxid de carbon au fost rezultatul utilizării energiei (aproape toate din combustibili fosili). Au fost concepute diferite scenarii pentru a reduce emisiile de gaze cu efect de seră, de obicei sub numele de zero emisii nete.
Există o legătură clară între consumul de energie pe cap de locuitor și PIB-ul pe cap de locuitor.
O lipsă semnificativă de surse de energie se numește criză energetică⁠(d). 